# مديرية دوعن

تعديل مصدري - تعديل

مديرية دوعن إحدى مديريات محافظة حضرموت في شرق اليمن. بلغ عدد سكانها 43836 نسمة عام 2004.

موقع مديرية دوعن في محافظة حضرموت

ويتبع لها العديد من القرى مثل: الهجرين، قيدون، صيف، فيل، تافلة، جريف، الدوفة، صبيخ، حوفة، حيد الجزيل، شرج حاح، بضة، مطروح.